# Ludwik Wolski (poseł)
Ludwik Wolski herbu Lubicz – poseł do Sejmu Krajowego Galicji III kadencji (1870–1873), adwokat we Lwowie.
Wybrany w III kurii obwodu Sambor, z okręgu wyborczego Miasto Drohobycz. Na jego miejsce 18 listopada 1873 wybrano Mykołę Antonewycza.